# الساندرو ارژنون
الساندرو ارژنون (انگلیسی: Alessandro Argenton؛ ۱۱ فوریهٔ ۱۹۳۷ - ۷ ژانویهٔ ۲۰۲۴) سوارکار اهل ایتالیا بود.
وی در مسابقات کشوری و بین‌المللی در مجموع برندهٔ ۱ مدال نقره شده‌ بود.